# Torre de Clackmannan

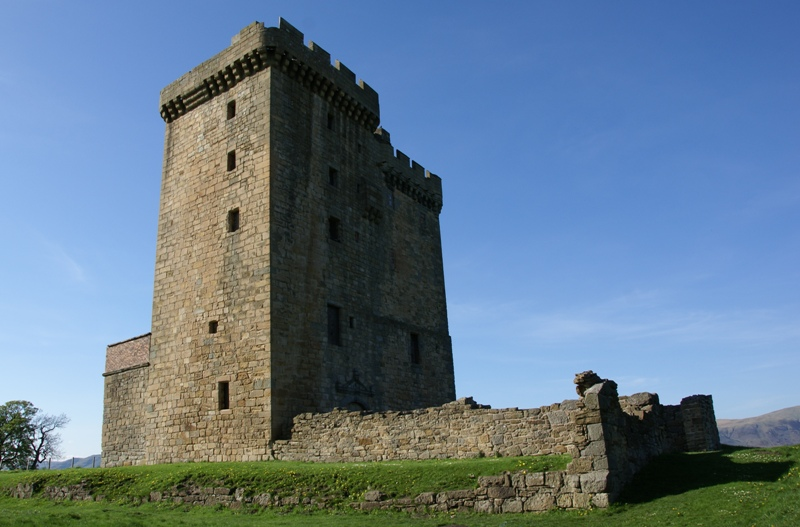
Clackmannan Tower, Escócia.

A Torre de Clackmannan localiza-se no alto de King's Seat Hill, em Clackmannan, condado de Clackmannanshire, na Escócia.

## História
Foi construída no século XIV por David II da Escócia (1329-1371) e vendida a Sir Robert Bruce em 1359.
Encontra-se classificada na categoria "A" do "listed building" desde 9 de junho de 1960.